# Santa Maria de Emeres
Santa Maria de Emeres é uma povoação portuguesa sede da Freguesia de Santa Maria de Emeres do Município de Valpaços, freguesia com 16,68 km² de área e 311 habitantes (censo de 2021), tendo, por isso, uma densidade populacional de 18,6 hab./km².

## Demografia
A população registada nos censos foi:
| Distribuição da População por Grupos Etários | Distribuição da População por Grupos Etários | Distribuição da População por Grupos Etários | Distribuição da População por Grupos Etários | Distribuição da População por Grupos Etários |
| -------------------------------------------- | -------------------------------------------- | -------------------------------------------- | -------------------------------------------- | -------------------------------------------- |
| Ano                                          | 0-14 Anos                                    | 15-24 Anos                                   | 25-64 Anos                                   | > 65 Anos                                    |
| 2001                                         | 78                                           | 54                                           | 239                                          | 148                                          |
| 2011                                         | 40                                           | 41                                           | 188                                          | 137                                          |
| 2021                                         | 13                                           | 26                                           | 120                                          | 152                                          |